# Білоцерківський обласний онкологічний диспансер
Комунальний заклад Київської обласної ради «Білоцерківський обласний онкологічний диспансер» — лікувально-профілактичний заклад у місті Біла Церква, призначений для надання спеціалізованої онкологічної допомоги хворим на злоякісні новоутворення у районі Білої Церкви та півдня районів Київщини.
Білоцерківський онкологічний диспансер акредитований Обласною акредитаційною комісією Серія АБ № 000155 від 25.11.2004 року, термін дії 3 роки, по — 25.11.2007 року, вища акредетаційна категорія.

## Історія
У 2013 році головному лікарю Білоцерківського онкологічного диспансеру — Колесніку Ярославу Федоровичу, за наказом Президента України № 331/2013 «Про відзначення державними нагородами України з нагоди Дня медичного працівника» присвоїли почесне звання «Заслужений лікар України».